# 지구를 지켜라!
"지구를 지켜라!"는 영화감독 장준환의 데뷔작이다. 2003년 4월 4일에 개봉했으며 배급은 싸이더스, DVD는 CJ엔터테인먼트에서 출시되었다. '지구를 지켜라"는 마치 3류 코믹영화를 연상케하는 포스터로 영화의 본 가치보다 저평가 돼 실패한 마케팅 표본으로 많이 알려져 있기도 하다. 많이 알려진 지구를 지켜라!의 포스터는 사진작가 오형근의 작품으로 최근에는 영화 개봉 10주년을 맞아 새로 만들어진 포스터도 있다.

## 시놉시스
대한민국 청년 이병구. 그는 일주일 앞으로 다가온 개기월식 때 외계인이 지구를 멸망시키려 한다고 생각하며 치밀한 조사를 거듭해 유제화학 사장 강만식이 그 최고 책임자임을 확신하고 그를 납치한다. 병구는 지구를 지킬 수 있을까.

## 나온 사람들
- 이병구 역: 신하균 분. 대한민국의 청년이다. 외계인의 존재를 확신하고 그들이 지구를 멸망시키려 한다고 믿는다. 이루 말할 수 없는 뼈아픈 상처를 가지고 있는 인물.
- 순이 역: 황정민 분. 서커스단의 줄타기 곡예사. 동네 오빠인 병구를 좋아하며 도와준다.
- 강만식 역: 백윤식 분. 유제화학 사장. 병구는 그를 안드로메다 PK-45 행성에서 온 외계인이라고 생각한다.
- 김형사 역: 이주현 분. 강력반 신참 형사. 서울대 졸업생. 강만식 납치사건 수사팀의 일원이다. 개코반장의 팬이다.
- 추형사 역: 이재용 분. 옛날에는 '개코반장'이었지만 지금은 경찰 식당에서 일하는 신세. 김형사로부터 자료를 받아 개인적으로 사건을 추적한다.
- 이반장 역: 기주봉
- 태식 역: 김동현
- 서형사 역: 김광식

## 만든 사람들
- 각본/감독: 장준환
- 제작: 노종윤, 차승재
- 촬영: 홍경표
- 음악: 이동준
- 미술: 김경희, 장근영
- 특수효과: 정도안

## 수상
- 2003년 제7회 부천국제판타스틱영화제 작품상 (장편)
- 2003년 제7회 부천국제판타스틱영화제 남우주연상 (장편) - 백윤식
- 2003년 부산영화평론가협회상 최우수작품상
- 2003년 대종상 남우조연상(백윤식)
- 2003년 대종상 영화제 신인감독상(장준환)
- 2003년 청룡영화상 남우조연상(백윤식)
- 2003년 청룡영화상 신인감독상(장준환)
- 2003년 모스크바 국제 영화제 감독상(장준환)
- 2003년 대한민국 영화대상 남우조연상(백윤식)
- 2003년 대한민국 영화대상 신인감독상(장준환)
- 2004년 브뤼셀국제판타스틱영화제 대상